# Claire Danes
Claire Catherine Danes (New York, Manhattan, 12. travnja 1979.), američka filmska, televizijska i kazališna glumica, nagrađena nagradom Zlatni globus i nominirana za Emmy. Majka Carla bila je slikarica, tekstilna dizajnerica i pružateljica usluga čuvanja djece, a otac Christopher bio je bivši arhitekturalni fotograf. Ima brata, Asa koji je danas uspješni odvjetnik. Za glumu se zainteresirala vrlo rano i pohađala je niz prestižnih škola. Očev djed bio je dekan odjela za umjetnost na Yaleu. Upisala je psihologiju na Yaleu 1998., ali je nakon dvije godine odustala. Do sada je ostvarila 20-ak uloga. Njeni glumački partneri bili su među ostalima: Leonardo DiCaprio, Sarah Jessica Parker, Diane Keaton, Steve Martin, Bill Pullman. Proslavila se 1994. ulogom u kratkotrajnoj seriji "I to mi je neki život". Nastupila je u nizu serija i talk-show-a.
Dečkima su joj bili Matt Damon i Billy Crudup.

## Vanjske poveznice
- Claire Danes u internetskoj bazi filmova IMDb-u (engl.)